# Roger Pigaut
Roger Pigaut, narozen jako Roger Paul Louis Pigaut (8. dubna 1919 Vincennes – 24. prosince 1989 Paříž), byl francouzský herec a režisér.
Protože příliš rád četl a chodil do kina, nedokončil školu a začal navštěvoval kursy herectví. V letech 1943 až 1980 se objevil ve 40 filmech. Mezi jeho nejznámější role patří Jérome z filmu Docela obyčejný příběh, pirát d'Escrainville z filmů Nezkrotná Angelika a Angelika a sultán, či Puriškevič z dramatu Zabil jsem Rasputina. Roku 1963 si vzal za herečku Joëlle Bernardovou, která hrála La Voisinovou ve filmu Angelika a král.
Pracoval do 24. prosince 1989, kdy zemřel na srdeční zástavu.

## Herecká filmografie
- 1978 Docela obyčejný příběh
- 1970 Le Cyborg ou Le voyage vertical
- 1970 Mauregard
- 1968 Angelika a sultán
- 1968 Arcivévodská tragédie v Mayerlingu
- 1967 Nezkrotná Angelika
- 1967 Zabil jsem Rasputina
- 1955 Hrabě Monte Christo
- 1955 Světlo naproti
- 1948 Hádky
- 1948 Odsouzení
- 1947 Antonín a Antonie
- 1947 Bratři Bouquinquantové
- 1946 Vrah není bez viny
- 1945 Čáry a kouzla
- 1945 Host v hodině dvanácté
- 1943 Douce se nevrací
- 1942 Félicie Nanteuilová
- 1942 Retour de flamme